# Ли-Энфилд
Lee Enfield — семейство британских магазинных винтовок. Всю первую половину XX века эти винтовки были основным образцом стрелкового оружия на вооружении армий Британской империи и Содружества. В британской армии «ли-энфилды» были стандартными винтовками с момента принятия на вооружение в 1895 году и до 1957 года, когда им на смену пришли самозарядные винтовки L1A1. Образцы периода Первой мировой войны часто обозначаются как «SMLE» (сокращение от «Short, Magazine, Lee-Enfield».

## Описание
«Ли-Энфилд» имеет продольно-скользящий затвор. Винтовка имеет пять нарезов на стволе, ход левый, шаг 240 мм. Затвор построен по типу винтовки Ли-Метфорда: запирание осуществляется не в передней, а в средней части затвора двумя боевыми выступами; рукоятка опущена вниз. Курок взводится в боевое положение при закрытии затвора. Предохранитель имеет вид поворотного рычажка, укреплённого слева от ствольной коробки. Магазин вставной (отъёмный) на десять патронов (система Ли). На правой стороне ствольной коробки против окна находится замыкатель магазина, служащий для запирания патронов в магазине, чтобы стрелять, заряжая по одному патрону. Ложа сделана из двух отдельных частей: приклада и цевья. Шейка имеет пистолетную форму, приклад без мыска. Внутри приклада расположены три гнезда: одно служит для мелкой принадлежности, а два для облегчения. Приклад соединён со ствольной коробкой продольным болтом. Затыльник изготовлен из латуни. Шомпола нет. Ствольная накладка состоит из трёх частей. Антабок для ремня четыре. Слева от ствольной коробки расположено газоотводное отверстие, а с правой — газоотводная щель.

### Штык
К винтовке прилагается штык с тесачным клинком, рукоять сделана из дерева. Длина клинка 430 мм. Штык крепится к массивному наконечнику цевья (не к стволу), носится отдельно от винтовки, весит 510 г, ножны для него — 205 г. Довольно большая длина клинка штыка объясняется стремлением компенсировать небольшую общую длину Ли-Энфилд 1904. В позднейших модификациях мог применяться и игольчатый штык.

### Достоинства
- Малая длина и небольшой вес.
- Высокая скорострельность.
- Магазин на 10 патронов.
- Хорошие баллистические данные.
- Прицел открытого типа и мушка хорошо защищены от наружных повреждений.

### Недостатки

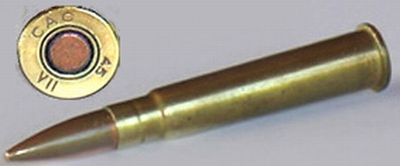
Патрон с закраиной (Mk VII калибра .303) к винтовке Ли-Энфилд

- Лишний замыкатель магазина. Убран в процессе модернизации.
- Устаревший патрон с закраиной.
- Запирающие выступы затвора удалены от патрона, из-за этого ствольная коробка получает значительную нагрузку на растяжение.

## Сравнительные характеристики различных образцов
| Образец           | No.1 Mk I          | No.1 Mk III        | No.4 Mk I          | No 5 Mk 1          |
| Патрон:           | .303 (7,7×56 mm R) | .303 (7,7×56 mm R) | .303 (7,7×56 mm R) | .303 (7,7×56 mm R) |
| Длина, мм:        | 1260               | 1132               | 1129               | 1003               |
| Длина ствола, мм: | 767                | 640                | 640                | 478                |
| Масса, кг:        | 4,19               | 3,96               | 4,11               | 3,24               |

### Варианты и модификации
| Модель/Марка                           | Время эксплуатации      |
| -------------------------------------- | ----------------------- |
| Magazine Lee-Enfield                   | 1895—1926               |
| Charger Loading Lee-Enfield            | 1906—1926               |
| Short Magazine Lee-Enfield Mk I        | 1904—1926               |
| Short Magazine Lee-Enfield Mk II       | 1906—1927               |
| Short Magazine Lee-Enfield Mk III/III* | 1907 — настоящее время  |
| Short Magazine Lee-Enfield Mk V        | 1923—1926 (Trials Only) |
| Rifle No. 4 Mk I                       | 1939 — настоящее время  |
| Rifle No. 4 Mk I*                      | 1941 — настоящее время  |
| Rifle No 5 Mk I «Jungle Carbine»       | 1944 — настоящее время  |
| Rifle No. 4 Mk 2                       | 1947 — настоящее время  |
| Rifle 7.62mm 2A1                       | 1965 — настоящее время  |

Небольшое количество снятых с вооружения 7,71-мм винтовок Lee Enfield было переделано в однозарядные ружья под патрон .410 калибра (они продавались проходившим службу в Индии военнослужащим британской армии в качестве спортивно-охотничьего оружия).
- AIA M10 - модернизированный вариант под патрон 7,62х51 мм НАТО с пластмассовой ложей и прицельной планкой. Используют канадские рейнджеры[5]

Также существовали автоматические винтовки, переоборудованные в ручные пулемёты, конструкторов Чарльтона, Уо, Хоуэлла, Говарда Фрэнсиса, Ридерса и Элкинса.

## История
Первая модель «Ли-Энфилд», появилась в 1895 г. Её создали на основе винтовки «Ли-Метфорд» образца 1888 г., L — Lee (имя изобретателя Джеймса Париса Ли, который предложил удачную конструкцию коробчатого магазина и затворной группы винтовки) и Е — Enfield (то есть Энфилд — название города, в котором располагалась производившая винтовку The Royal Small Arms Factory («Королевская фабрика стрелкового оружия»)). При принятии на вооружение этот образец получил обозначение Lee-Enfield Мк I. Боевое крещение эта винтовка получила во время Второй англо-бурской войны.
В 1903 г. на вооружение британской армии приняли новую винтовку SMLE Мк I. Аббревиатура SMLE расшифровывается следующим образом: S — short («короткая»), М — magazine («магазинная») Главная её особенность — промежуточный, между коротким кавалерийским карабином и полноценной пехотной винтовкой, размер.
В 1907 г. на вооружение была принята винтовка SMLE Мк III, основное отличие которой — возможность зарядки с помощью обоймы. Аналогично модифицировали и более ранние образцы «Ли-Энфилд». В 1926 г. название этой превосходно зарекомендовавшей во время Первой мировой войны винтовки изменили на SMLE № 1 Мк III в соответствии с новой системой обозначения вооружения в британской армии.

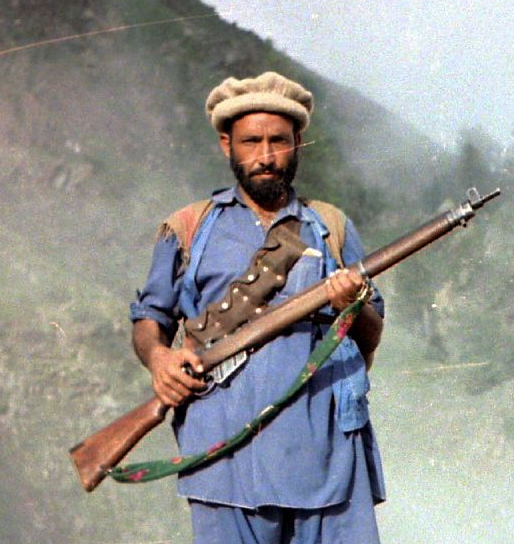
Афганский моджахед с винтовкой «Ли-Энфилд № 4» в провинции Кунар, август 1985 года.

В 1941 г. на вооружение поступила новая винтовка семейства «Ли-Энфилд» — SMLE № 4, которая отличалась усиленной ствольной коробкой, более тяжёлым стволом, изменённым ложем и диоптрическим прицелом. В ходе Второй мировой войны появился также Lee-Enfield № 5 Jungle Carbine — укороченный карабин для ведения боевых действий в джунглях.
В США по заказу британского правительства производство винтовок наладили на заводе J. Stevens Arms Company близ Чикопи-Фолс, штат Массачусетс (филиал Savage Arms Company). С марта 1941 по 1945 гг. на американском заводе было изготовлено 1 030 228 винтовок модели No. 4 Mk I.
С 1963 года Энфилдская королевская оружейная фабрика стала выпускать запасной комплект для полевой модификации винтовки модели No. 4 под стрельбу патронами 7,62 × 51 мм НАТО, включавший в себя ствол, патронник, магазин и отдельные элементы казённой части, заменявшиеся «на коленке», что позволяло пользоваться винтовкой в случае отсутствия штатных боеприпасов 7,7 × 56 мм.
В период Афганской войны 1979—1989 годов винтовка широко применялась афганскими моджахедами в вооружённой борьбе с ОКСВА. Советские военнослужащие называли её «английская винтовка „БУР“». Зафиксирован случай сбития выстрелом из «Бура» советского военно-транспортного вертолёта Ми-8.
| Производитель    | 1914 (авг.-дек.) | 1915    | 1916      | 1917      | 1918      | Всего     |
| ---------------- | ---------------- | ------- | --------- | --------- | --------- | --------- |
| Enfield          | 51.576           | 271.856 | 418.283   | 640.113   | 626.330   | 2.008.158 |
| BSA              | 56.416           | 275.927 | 435.212   | 468.447   | 345.732   | 1,581.854 |
| LSA              | 12.101           | 65.678  | 99.433    | 97.012    | 89.990    | 364.214   |
| Всего (Британия) | 120.093          | 613.461 | 852.928   | 1.205.572 | 1.062.052 | 3.854.106 |
| Канада           | 0                | 2.650   | 33.476    | 82.360    | 0         | 118.486   |
| США              | 0                | 0       | 282.495   | 835.355   | 0         | 1.117.850 |
| Итого            | 120.093          | 616.111 | 1.168.899 | 2.123.287 | 1.062.052 | 5.090.442 |

## Страны-эксплуатанты

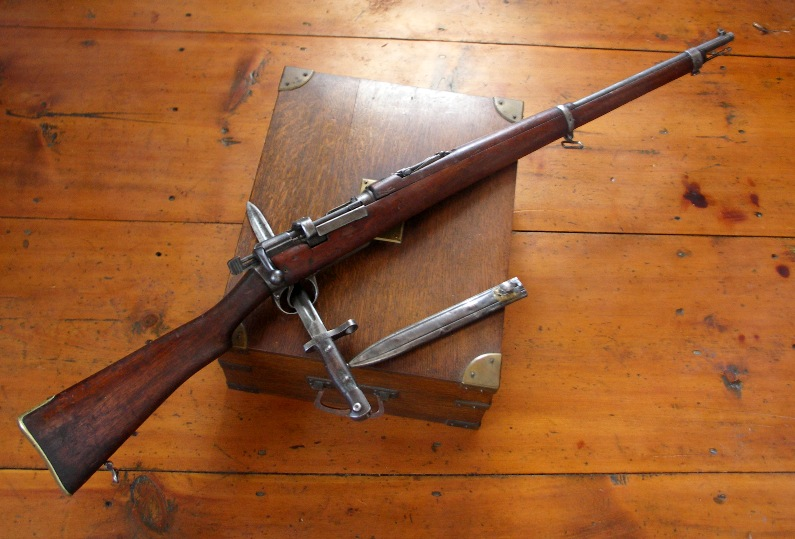
Турецкая переделка трофейной винтовки Ли-Энфилд времён Первой мировой войны под патрон Маузер.

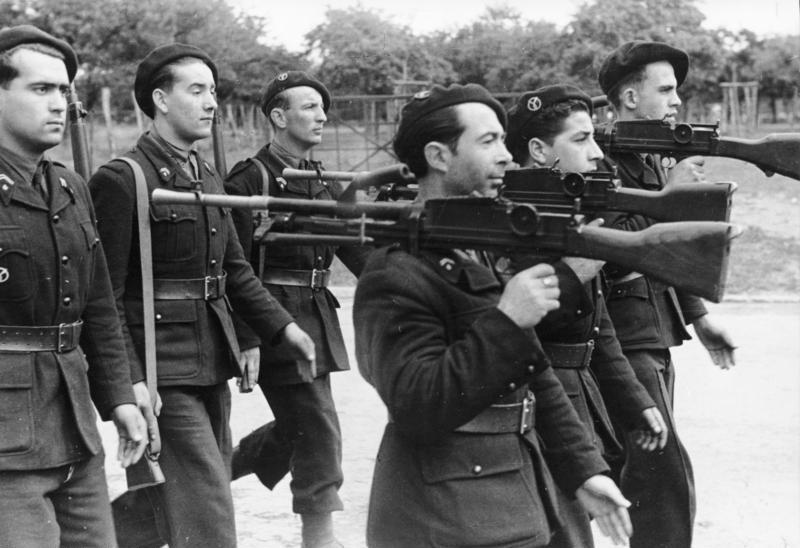
Парад отряда «французской милиции», вооружённого винтовками Lee-Enfield и пулемётами Bren

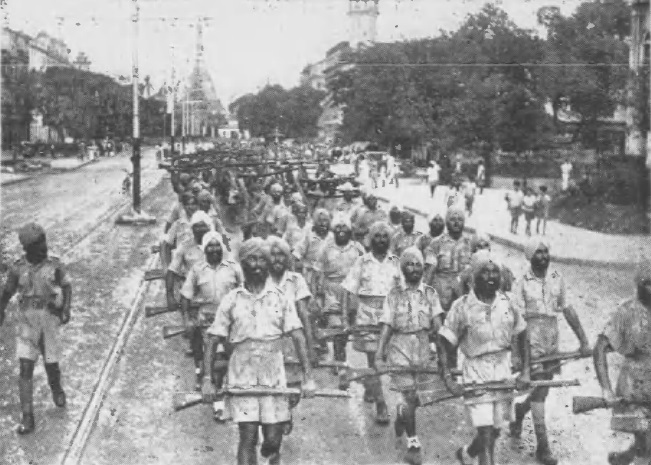
Винтовки Lee-Enfield на вооружении подразделения "индийской национальной армии" в Рангуне (1944)

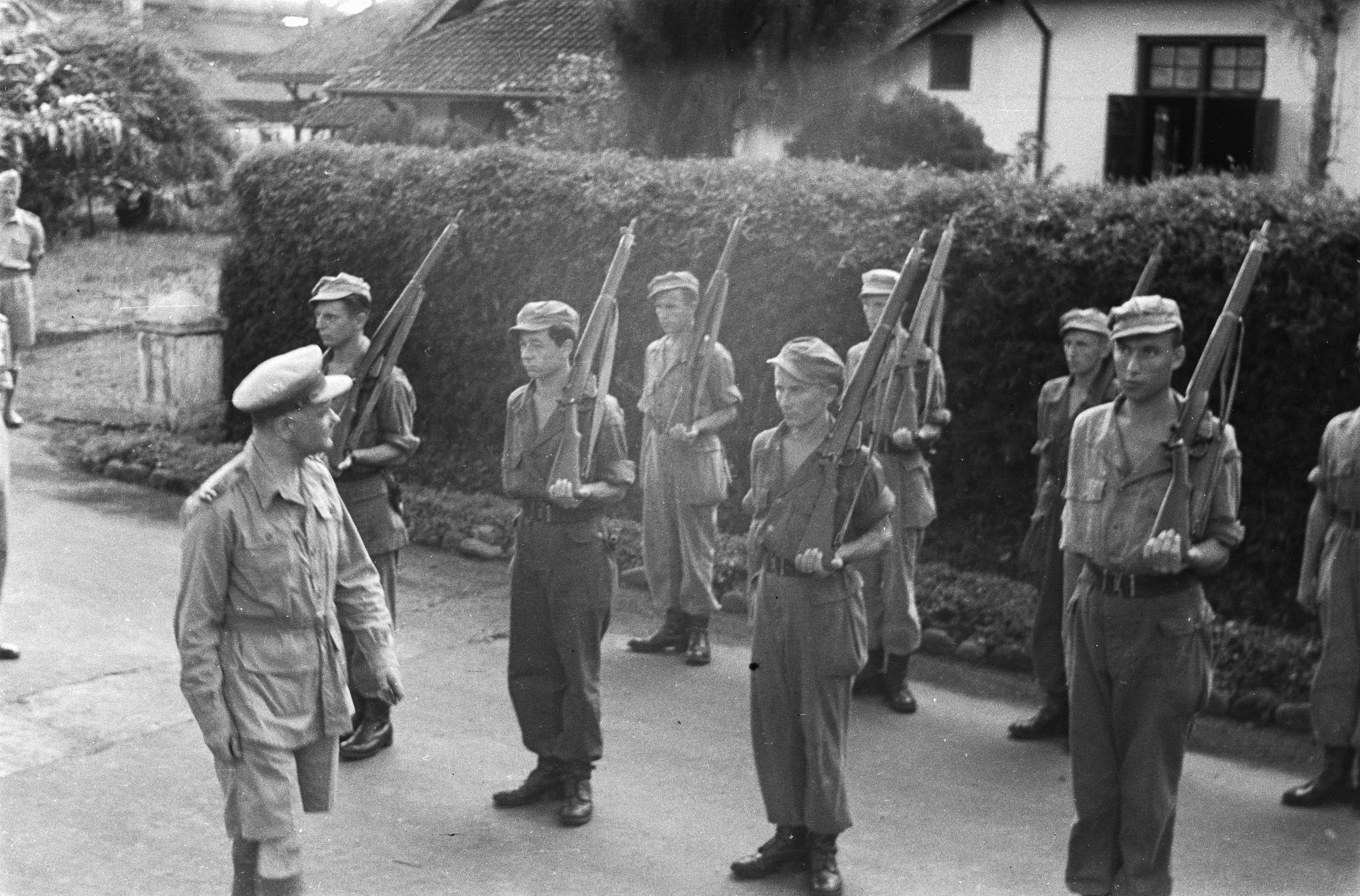
Винтовки Lee-Enfield на вооружении голландских военнослужащих в Индонезии (3 мая 1947)

- Великобритания: принята на вооружение в Британской империи, включая доминионы и колонии; после того, как стандартным винтовочно-пулемётным патроном блока НАТО стал американский патрон 7,62х51 мм, был разработан вариант переделки винтовок под новый патрон. Винтовки Lee Enfield использовались даже после того, когда на замену им приняли на вооружение самозарядную винтовку L1A1 (поскольку перевооружение войск проходило постепенно). В дальнейшем, снятые с вооружения винтовки хранились на складах мобилизационного резерва[12].

-  Канада: на вооружении с 1916 года, после 1947 года передана на склады мобилизационного резерва, до 2014 года была на вооружении канадских рейнджеров, в последний раз использовались в 2018 году
-  Австралия
-  Новая Зеландия

- Бангладеш: после провозглашения независимости в 1971 году ранее находившееся на вооружении подразделений пакистанской армии стрелковое оружие (в том числе, винтовки "ли-энфилд") стало использоваться вооружёнными силами страны[15]
- Дания: в оккупированной Союзниками Германии на вооружении датской бригады с 1945 года состояли винтовки M/45E; в 1950 году заменены на американские M1 (M/50).[16]
- Израиль: некоторое количество винтовок имелось в распоряжении еврейских вооружённых формирований в Палестине ещё до провозглашения государства Израиль, в дальнейшем они использовались в ходе войны за независимость
- Индия: после раздела Британской Индии в 1947 году винтовки Британской Индийской армии поступили на вооружение индийской армии. В 2008 году командование индийской армии приняло решение о замене винтовок на более современное оружие, но в 2017 году они по-прежнему оставались на вооружении[17][18].
- Иран — после окончания первой мировой войны началась распродажа странами Европы избыточного оружия и 7,71-мм винтовки "ли-энфилд" стали основным типом магазинных винтовок в войсках Персии[19]
- Ирландия: использовалась в ходе войны за независимость, после окончания которой винтовки остались на вооружении ирландской армии
- Италия: некоторое количество было получено в ходе первой мировой войны; в конце Второй мировой войны, после капитуляции Италии осенью 1943 года, винтовки были получены по программе военной помощи, они использовались на флоте и затем были переданы на склады мобилизационного резерва. В 2005 году сняты с вооружения[20]
- Кения: винтовки находились на вооружении британских войск в период, когда страна являлась британской колонией; после начала восстания мау-мау положение в колонии осложнилось, в октябре 1952 года власти ввели чрезвычайное положение, после чего из Великобритании в Кению начались поставки крупных партий стрелкового оружия (в том числе, винтовок Lee Enfield), поступавших на вооружение армейских подразделений, охранно-полицейских структур и продававшихся колонистам[21]. После предоставления независимости в декабре 1963 года остались на территории страны.
- Латвия[22]. Карабины CLLE, также P.14 Ross-Enfield.
- Литва: в 1924 году в Италии была закуплена партия винтовок и патронов к ним
- Мьянма: после провозглашения независимости Бирмы в январе 1948 года винтовки Lee-Enfield No.4 остались на вооружении армии и полиции. Несмотря на замену этих винтовок в действующей армии автоматами HK G.3, винтовки используются для начальной стрелковой подготовки военнослужащих и хранятся на складах мобилизационного резерва, а также находятся на вооружении полиции[23]
- Нигерия: после провозглашения независимости Нигерии в 1960 году винтовки Mk.4, ранее находившиеся на вооружении колониальной полиции, остались на вооружении полиции Нигерии[24]
- Нидерланды: после оккупации Голландии немецкими войсками в мае 1940 года, эвакуации королевской семьи в Великобританию и присоединения Голландии к Антигитлеровской коалиции британское правительство предоставило Голландии военную помощь. После окончания второй мировой войны началось восстановление колониальной администрации в Голландской Ост-Индии, и в войне за независимость Индонезии английские винтовки использовались некоторыми подразделениями голландских войск
- Норвегия: Сбрасывались с самолётов для участников Сопротивления; после войны в 1947 году поставлены Британией для норвежской бригады в оккупированной Германии. В 1952 году возвращены Британии, взамен получены 24.992 винтовки P-17. Позже заменены на винтовки M1 Garand и карабины M1 [25].
- Пакистан: после провозглашения независимости Пакистана в 1947 году, винтовки поступили на вооружение армии Пакистана
- Польша - сформированные во время второй мировой войны в Великобритании польские подразделения были вооружены английским оружием (в том числе, винтовками Lee Enfield)[26]
- Тонга - первые винтовки поступили на вооружение созданной в 1900 году королевской гвардии (когда королевство являлось протекторатом Британской империи), дополнительное количество было получено в следующие десятилетия, после предоставления независимости 4 июня 1970 года винтовки "Lee Enfield Mk.4" остались на вооружении армии[27]
- Третий рейх: в ходе Второй мировой войны трофейные винтовки поступали на вооружение вспомогательных военизированных формирований: Lee-Enfield No.1 Mk.III — под наименованием Gewehr 281(e), винтовки Lee-Enfield No.3 Mk.I — под наименованием Gewehr 282(e) и винтовки Lee-Enfield No.4 Mk.I — под наименованием Gewehr 283(e). В частности, ими были вооружена значительная часть личного состава отрядов «Омакайтсе» в оккупированной германскими нацистами Эстонии[28].
- Франция: Подразделения французской милиции использовали трофейные британские винтовки Lee-Enfield. Также использовались во время войны в Индокитае военнослужащими французских войск в Индокитае и в последующее время были переданы французским военным командованием на вооружение колониальных войск и вьетнамских подразделений[29]
- Федеративная республика Германия - после создания бундесвера некоторое количество полученных по программе военной помощи из Великобритании винтовок Enfield No.4 Mk.I поступило на вооружение бундесвера под наименованием G61
- Япония - некоторое количество трофейных винтовок было захвачено в ходе Второй мировой войны (первые винтовки оказались в распоряжении японских войск 8 декабря 1941 года - после капитуляции британских войск в международном сеттльменте в Шанхае и разоружения подразделения охраны британской концессии в Тяньцзине; в дальнейшем ими вооружили сформированные в 1942-1943 гг. подразделения "индийской национальной армии")

В бывших британских колониях в странах Азии и Африки винтовки «Ли-Энфилд» использовались десятилетиями после окончания Второй мировой войны.
По состоянию на начало 2011 года значительное количество винтовок (в основном, поставленных в период после окончания Второй Мировой войны) по-прежнему использовалось вооружёнными военизированными формированиями в Африке.